# Žika Jelić
 Živorad "Žika" Jelić (Šumarice, 1942. december 7. –) szerb rockzenész, a YU grupa és gitárosa, melyet öcccsével, Dragival közösen alapított 1970-ben.

## Életútja
Az általános iskola első osztályát szülőhelyén, Šumaricében végezte, majd miután a család Belgrádba költözött, Bežanij-ban folytatta. Elvis Presley, Little Richard és Fats Domino lemezei hozták meg a kedvét a zenéléshez, szüleitől kapott elektromos gitárt ajándékba. Az 1960-as években testvérével az 1961-ben alapított Albatros, majd az Alasi és később a Džentlmeni nevű beatzenekar tagjai voltak. Katonai szolgálatát még a Džentlmenibe történő belépés előtt teljesítette.

## Diszkográfia

### ADžentlmenivel

#### EP-k
- Idi (1968)
- Slomljena srca (1969)

#### Kislemezek
- Ona je moja (1970)

#### Válogatások
- Antologija (2006)